# Altes Schulhaus (Friedberg)

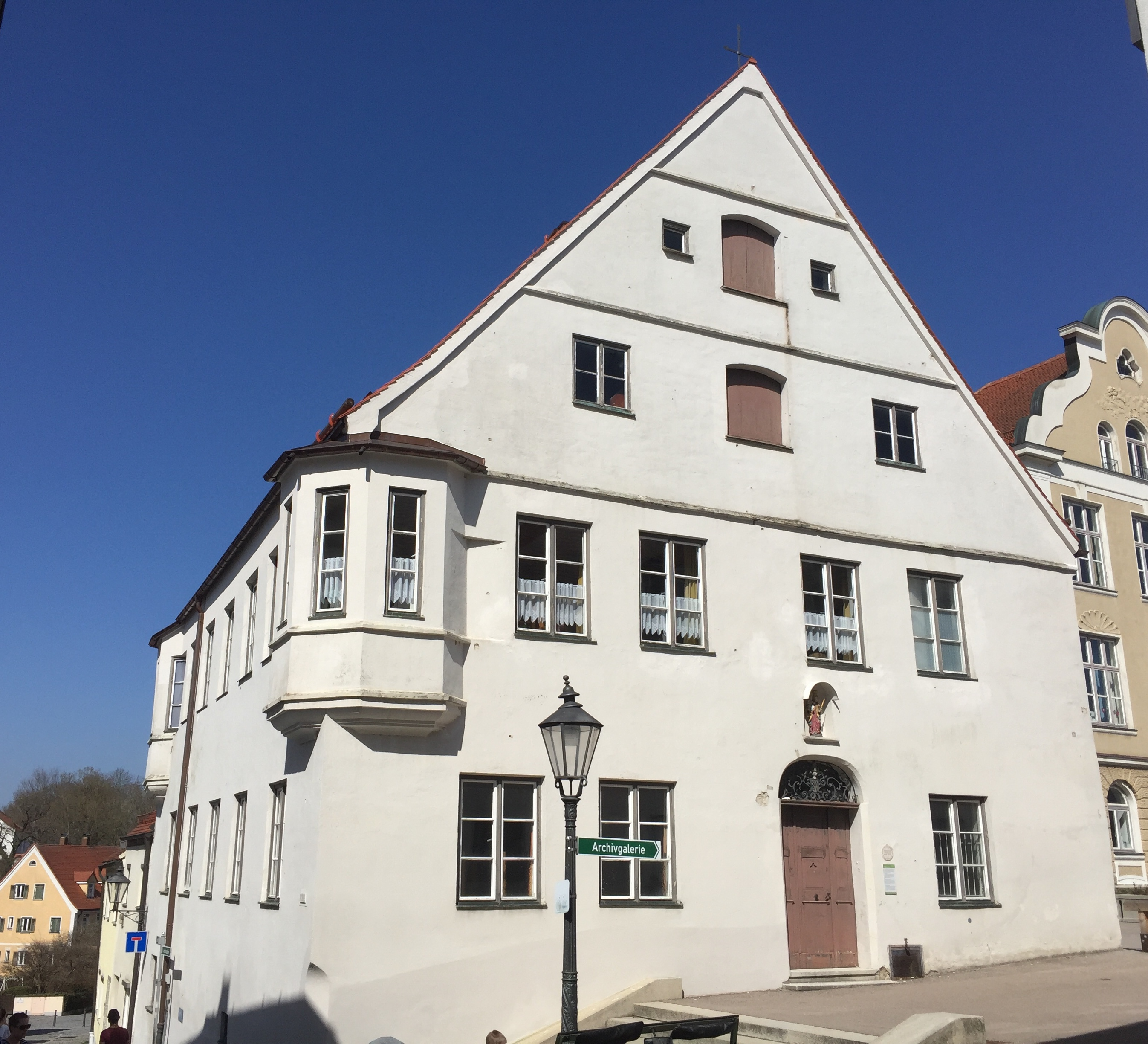
Altes Schulhaus in Friedberg

Das alte Schulhaus am Eisenberg Nr. 1 ist ein geschütztes Baudenkmal in Friedberg.

## Baubeschreibung
Das Gebäude ist ein zweigeschossiger Satteldachbau um 1646 mit polygonalen Eckerkern und Ladeluken im Giebelfeld. Die Eingangstüre ist barock und mit einem schmiedeeisernen Ziergitter versehen. Der nordöstliche Gebäudeteil ist um 1640 entstanden. Das Baualter wurde dendrochronologisch bestimmt.

## Geschichte
Das Gebäude diente im späten 17. Jahrhundert als Kurfürstliches Maut- und Salzamt. Im 18. Jahrhundert wurde es von Franz Anton von Schmöger bewohnt. Der spätere Pflegsverwalter und Pflegsverweser war 1717 nach Friedberg gekommen und wurde 1744 von Kaiser Karl VII. in der Reichsadelsstand erhoben. Sein Wappen ist über der Türe angebracht und zeigt im Schild oben links und unten rechts je einen Löwen mit einem Streitkolben. In den Feldern oben rechts und unten links sind je drei weiße Lilien dargestellt. Ein weiterer goldener Löwe mit Morgenstern dient als Helmzier. In der zweiten Hälfte des 18. Jahrhunderts wurde das Haus von der Uhrmacherfamilie Lechner bewohnt (es wird heute noch Lechnerhaus genannt). Mathäus Lechner war Bürgermeister der Stadt Friedberg. Nach seinem Tod wurde das Gebäude von dem Bierbrauer und Landtagsabgeordneten Joseph Schweyer erworben. 1854 überließ dieser es den Armen Schulschwestern, die es bis 1904/05 als Mädchenschulhaus und Schwesternheim nutzten.
Die Madonnenfigur in der Nische über der Tür ist eine Kopie der sogenannten Rathausmadonna von Johann Caspar Öberl aus dem Jahre 1745.

## Nutzer des Gebäudes
Heute dient das Haus als Vereinsheim für Friedberger Vereine.
| Vereinsname                    | Art der Nutzung          | Genutzte Fläche                                                  |
| ------------------------------ | ------------------------ | ---------------------------------------------------------------- |
| Jugendclub Friedberg e. V.     | Vereinsheim              | 1. OG \| Raum auf nördlicher Seite                               |
| Foto Freunde Friedberg         | Vortragsraum / Fotolabor | 1. OG \| Raum auf nordwestlicher Seite                           |
| Trachtenverein Friedberg e. V. | Vereinsheim              | 1. OG \| Raum auf südwestlicher Seite (Raum mit Erker vgl. Bild) |
| Sängerverein Friedberg e. V.   | Übungsraum               | EG \| Raum auf westlicher Seite                                  |
| Musikschule                    | Übungsraum               | EG \| Raum auf nördlicher Seite                                  |